# Nichinan (Miyazaki)
Pour les articles homonymes, voir Nichinan.
Nichinan (日南市, Nichinan-shi) est une ville située dans la préfecture de Miyazaki, sur l'île de Kyūshū, au Japon.

## Géographie

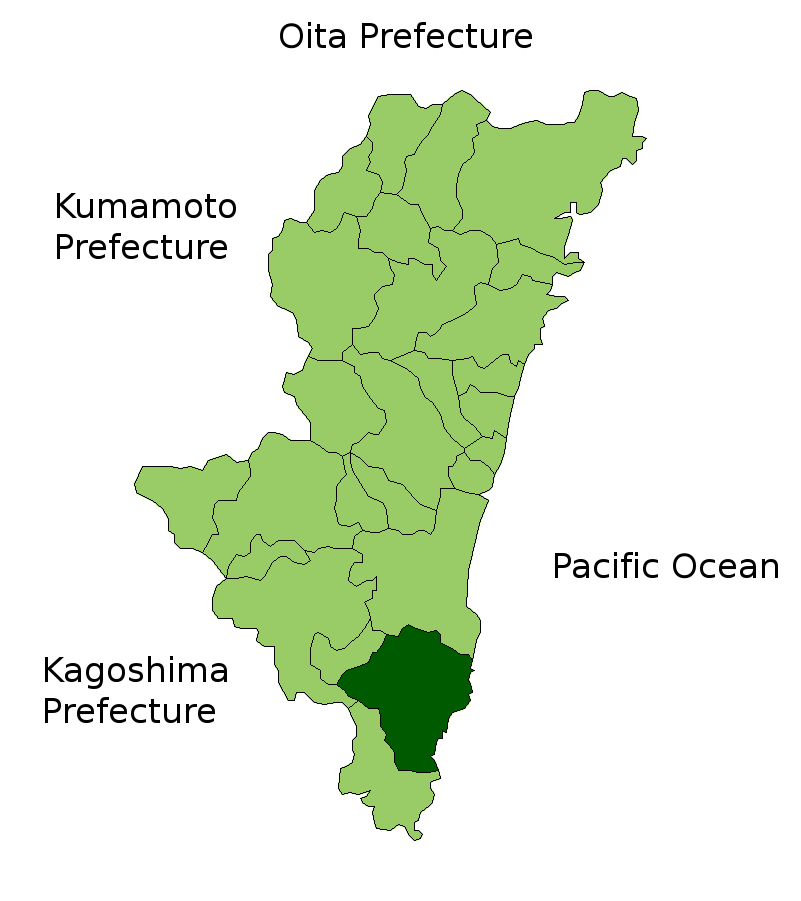
Nichinan dans la préfecture de Miyazaki.

### Situation
Nichinan est située dans le sud de la préfecture de Miyazaki.

### Démographie
Le 1er août 2010, la ville de Nichinan comptait 57 346 habitants, répartis sur une superficie de 536,11 km2 (densité de population de 107 hab./km2). En avril 2022, la population était de 49 224 habitants.

### Climat
La ville de Nichinan a un climat subtropical, la température moyenne est de 18,7 °C et les précipitations sont de 2 573,5 mm par an.

### Hydrographie
Le fleuve Hiroto traverse la ville avant de se jeter dans l'océan Pacifique.

## Histoire
La ville de Nichinan a été créée le 1er janvier 1950 de la fusion des bourgs d'Agata et Aburatsu et du village de Togo.

## Culture locale et patrimoine
- Udo-jingū
- Château d'Obi

## Transports
La ville est desservie par la ligne Nichinan de la JR Kyushu.

## Jumelages
Nichinan est jumelée avec :
- Naha (Japon) depuis 1969
- Portsmouth (États-Unis) depuis 1985
- Inuyama (Japon) depuis 2000